# Fábricas de Nitrato do Chile de Humberstone e Santa Laura
As Fábricas de beneficiamento de salitre de Humberstone e Santa Laura localizam-se no norte do Chile, a 18 km da cidade de Iquique, no deserto de Atacama, na região de Tarapacá. Foram declaradas Património Mundial da UNESCO em 2005. Foi batizado em homenagem a Santa Laura.